# المودوار
المودوار (به اسپانیایی: Almudévar) یک شهرستان در اسپانیا است که در استان هوئسکا واقع شده‌است.